# Ducado de Aragvi
El Ducado de Aragvi (en georgiano: არაგვის საერისთავო) fue un importante feudo en la historia medieval y moderna de Georgia, estratégicamente ubicado en el valle superior del Aragvi, en las estribaciones de la cresta oriental del Gran Cáucaso, y gobernado por una sucesión de eristavi («duques») desde 1380 hasta ser transferido a la corona real en 1747.

## Historia
Los primeros duques de Aragvi conocidos pertenecieron a la Casa de Shaburisdze, que floreció en el siglo XIII. De esta casa, el ducado pasó a las de Tumanisdze y, finalmente, en el siglo XVI, a la Casa de Sidamoni. Este último cambio de poder tuvo lugar en algún momento después de 1569, cuando un desconocido noble del clan Sidamoni, con la ayuda de los duques de Ksani, masacró a la familia Tumanisdze y tomó el control de sus posesiones. Con el paso del tiempo, el mandato de un duque de Aragvi se convirtió en hereditario, y el eristavi se clasificó como mtavari, una de las casas principescas «indivisas» de Georgia.
Los duques de Aragvi tenían sus residencias en Dusheti y Sioni, y la fortaleza principal en Ananuri. Bodorna era su abadía familiar y un cementerio. Sus posesiones se extendían desde la cordillera principal del Gran Cáucaso en el norte hasta la orilla izquierda del Mtkvari (Kura) en el sur, y desde el río Liakhvi en el oeste hasta las montañas de Alevi y Gremi en el este –que formó la línea divisoria de aguas entre los valles del Ksani y el Aragvi–. A partir del censo de 1770, la población del ducado ascendía a 3300 hogares. El ducado controlaba una ruta vital hacia el Cáucaso septentrional, que más tarde se convertiría en la carretera militar georgiana, así como la fértil zona de Bazaleti. 

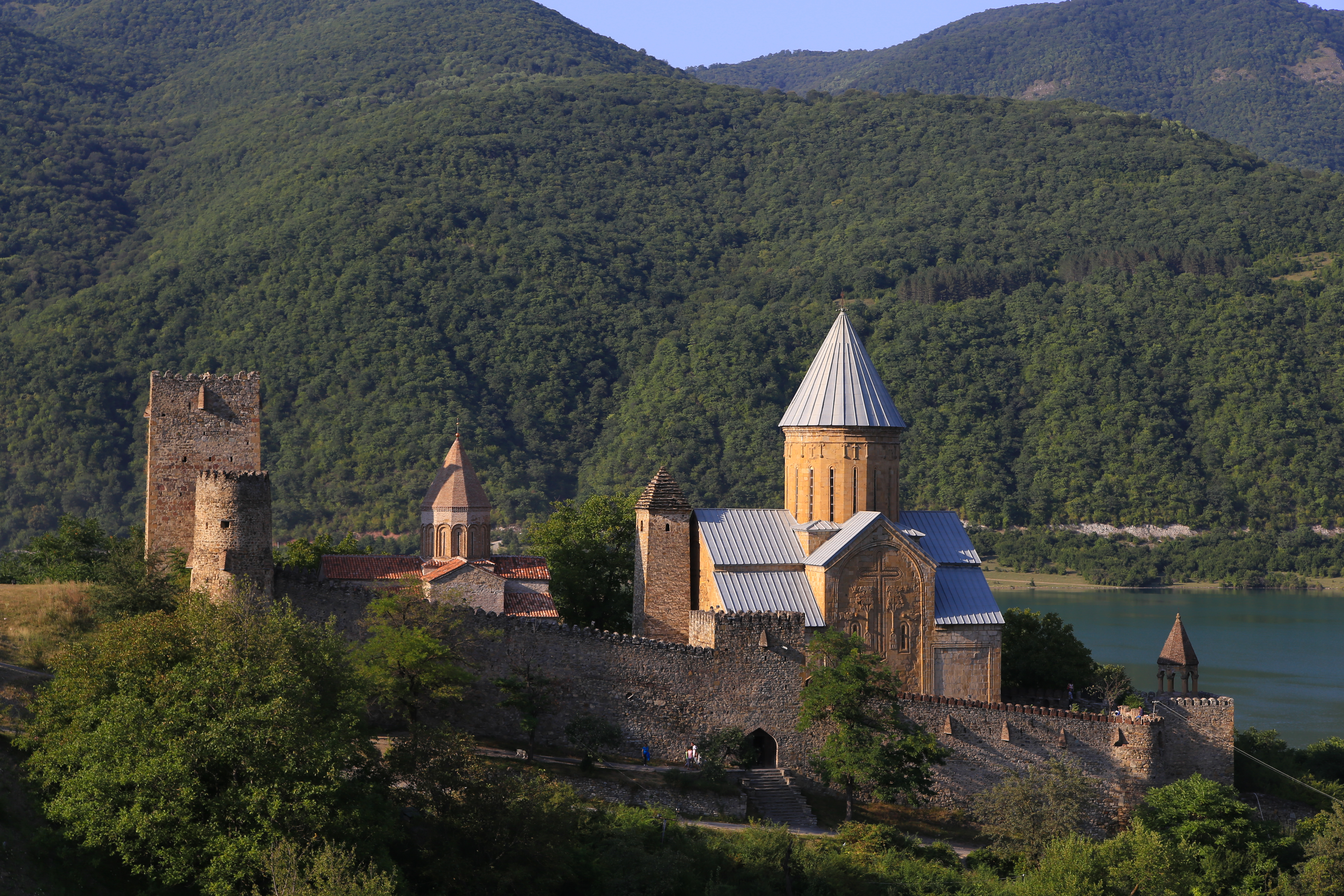
Ananuri fue el castillo y sede de los eristavis (duques) de Aragvi.

Los enérgicos duques de Aragvi del siglo XVII –Nugzar, Zurab y Zaal– libraron una lucha incansable para lograr una mayor autonomía de la autoridad real de Kartli, así como para someter a las comunidades montañosas libres de Pshavi-Khevsureti y Ertso-Tianeti.
En 1743, los rebeldes aragvos mataron a su duque Bezhan y entregaron el ducado a Teimuraz II, rey georgiano de Kartli. Teimuraz convirtió el ducado en un infantado real y se lo dio a su nieto, el príncipe Vajtang. Los miembros supervivientes de la familia ducal fueron trasladados más tarde por el hijo de Teimuraz, Heraclio II, a Kajetia y se les concedió una propiedad más pequeña. Vajtang murió en 1756 y fue sucedido por sus hermanos, primero por León (fallecido en 1781), y luego por Vajtang-Almaskhan, quien fue enviado al exilio por los rusos, una vez que tomaron el control de Georgia, en 1803. Posteriormente, los descendientes de los duques de Aragvi intentaron recuperar sus títulos y propiedades patrimoniales en el valle de Aragvi, pero fue en vano. En 1828, el Senado ruso dictaminó que sus afirmaciones eran infundadas.

## Duques de Aragvi

### Shaburidze
- c. 1380: Mihai
- c. 1430: Shanshe I
- c. 1440: Nugzar I
- c. 1465–1474: Vameq I

### Sidamoni
- 1558-1580: Jasón I
  - Fundador de la dinastía Sidamoni, reconocido como Eristav de Aragvi del rey Simeón de Georgia en 1558
- 1580-1600: Avtandil I
  - Hijo de Jasón I
- 1600-1611: Nugzar I
  - Nieto de Jasón I
- 1611-1619: Baadur I
  - Hijo de Nugzar I
- 1619-1629 : Zurab I
  - Hijo de Nugzar I
- 1629-1635: David I
  - Hijo de Nugzar I
- 1635-1660: Zaal I
  - Hijo de Nugzar I
- 1660-1666: Otar I
  - Nieto de Nugzar I
- 1666-1687: Revaz I
  - Hijo de Nugzar I
- 1687-1687: Jasón II
  - Nieto de Nugzar I
- 1687-1696: Baadur II
  - Hijo de Otar I
- 1696-1723: Jorge I
  - Hijo de Otar I
- 1723-1724: Otar II
  - Hijo de Jorge I
- 1724-1730: Teimuraz I
  - Hijo de Jasón II, primo hermano de Otar II
- 1730-1735: Revaz II
  - Hijo de Jorge I
- 1735-1739: Bardzim I
  - Hijo de Jorge I

Pretendientes/Anti-Eristavi
- 1729-1742 : Revaz III
- 1742-1743 : Bezhan I

(Colocados en el trono por los otomanos)

### No dinástico
- 1743-1747 : Givi II, príncipe de Amilakhvari
- 1747: Anexado por el Reino de Kajetia

### Infantado Bagrationi
- 1747-1756: Vajtang de Georgia
- 1756-1766: Vacante (dominio real)
- 1766-1781: León de Georgia
- 1782-1801: Vajtang-Almaskhan de Georgia
- 1801: anexado por Rusia.[3]